# 良性
在醫學上，良性（Benignity）源自拉丁文的benignus，是指長期來說對身體無害或影響較小的疾病，其相反詞為惡性。
良性的疾病可能會造成身體的不適，但不會危及生命，例如大部份的頭痛都屬於良性的，不過也有少部份的頭痛會危及生命。
在肿瘤学中
- 良性肿瘤是指維持其局限性，不會侵襲及破壞其他器官的肿瘤[2]。

肿瘤学以外
- 良性顱內壓升高（英语：Benign intracranial hypertension）
- 慢性疲勞症候群
- 良性陣發性姿勢性眩暈
- 良性前列腺增生症
- 良性間日瘧（由間日瘧原蟲或卵形瘧原蟲造成的瘧疾）